# Нянь Юнь
Нянь Юнь (9 жовтня 1982) — китайська плавчиня.
Срібна медалістка Олімпійських Ігор 1996 року в естафеті 4×100 м вільним стилем.